# Capitophorus gnathalifoliae
Capitophorus gnathalifoliae är en insektsart. Capitophorus gnathalifoliae ingår i släktet Capitophorus och familjen långrörsbladlöss. Inga underarter finns listade i Catalogue of Life.